# گذر پاقیان
گذر پاقیان مربوط به دوره قاجار است و در کاشان، خیابان محتشم، کوچه شهیدان محمد خلیل و علی ثابت واقع شده و این اثر در تاریخ ۱۰ خرداد ۱۳۸۲ با شمارهٔ ثبت ۹۰۳۵ به‌عنوان یکی از آثار ملی ایران به ثبت رسیده است.